# Howard Thompson
Henry Howard Thompson Jr.  (* 25. Oktober 1919 in Natchez, Mississippi; † 10. März 2002 in Cape Canaveral, Florida) war ein US-amerikanischer Journalist und Filmkritiker.

## Leben
Henry Howard Thompson Jr. studierte Journalismus an der Louisiana State University. Während des Zweiten Weltkrieges diente er als Fallschirmjäger in der United States Army, wobei er für etwa 6 Monate in einem Deutschen Kriegsgefangenenlager interniert wurde. Nach Kriegsende studierte er Journalismus an der Columbia University weiter. Da der Journalist Turner Catledge ein Cousin zweiten Grades von ihm war, erhielt er die Möglichkeit ab 1947 als Bürojunge und später in der Personalabteilung des New York Times zu arbeiten, bevor er Sekretär des Filmkritikers Bosley Crowther wurde. Obwohl er bereits als vollwertiger Reporter arbeitete und eigenständig Artikel schrieb und Interviews führte, begann Thompson erst ab Mitte der 1960er Jahre als Filmkritiker zu schreiben. Durch seine Überschriften, die häufig ironische Einzeiler waren, wurde Thompson relativ schnell bekannt. So war er zeitweise der Vorsitzende der New York Film Critics Circle.
1988 ging Thompson schließlich nach 51 Jahren bei der Times in Rente. Seine Einzeiler schrieb er weiterhin für die Critic's Choice column. Nachdem er 1996 einen Schlaganfall überlebte, zog er 1997 nach Florida, wo er am 10. März 2002 im Alter von 82 an den Folgen einer Lungenentzündung verstarb.